# 판도라 (드라마)
《판도라》(영어: Pandora)는 2019년부터 2020년까지 방영된 미국의 SF 드라마이다.